# Louis Wilkins
Louis Guy "Lou" Wilkins (Bourbon, Indiana, 10 de desembre de 1882 - Seattle, Washington, 6 d'abril de 1950) va ser un atleta estatunidenc, especialista en el salt amb perxa que va competir a primers del segle xx.
El 1904 va prendre part en els Jocs Olímpics de Saint Louis, on guanyà la medalla de bronze en la prova del salt amb perxa del programa d'atletisme.